# Lucas Auer
Lucas Auer, né le 11 septembre 1994 à Innsbruck, est un pilote automobile autrichien.

## Biographie
Après deux saisons en championnat d'Europe de Formule 3 (2013 et 2014), couronnées de trois succès, Lucas Auer signe chez Mercedes-Benz ART Grand Prix pour le Deutsche Tourenwagen Masters en 2015.

## Vie privée
Auer est le neveu du pilote de Formule 1 de 1984 à 1997, Gerhard Berger, vainqueur de 10 Grands Prix.

## Carrière

### Résultats en monoplace
| Saison | Championnat                          | Écurie                      | Courses | Victoires | Pole positions | Meilleurs tours | Podiums | Points | Classement |
| ------ | ------------------------------------ | --------------------------- | ------- | --------- | -------------- | --------------- | ------- | ------ | ---------- |
| 2011   | JK Asia Series                       | EuroInternational           | 18      | 7         | 6              | 9               | 17      | 292    | Champion   |
| 2012   | Championnat d'Allemagne de Formule 3 | Van Amersfoort Racing       | 27      | 2         | 2              | 4               | 11      | 298    | 2e         |
| 2012   | Championnat d'Europe de Formule 3    | Van Amersfoort Racing       | 2       | 0         | 0              | 0               | 0       | 0      | Nc         |
| 2012   | Toyota Racing Series                 | Giles Motorsport            | 15      | 0         | 2              | 0               | 2       | 589    | 6e         |
| 2013   | Championnat d'Europe de Formule 3    | Prema Powerteam             | 30      | 1         | 0              | 2               | 8       | 277    | 4e         |
| 2013   | Toyota Racing Series                 | Giles Motorsport            | 15      | 2         | 3              | 4               | 6       | 797    | 3e         |
| 2014   | Championnat d'Europe de Formule 3    | kfzteile24 Mücke Motorsport | 33      | 3         | 1              | 2               | 13      | 365    | 4e         |
| 2019   | Toyota Racing Series                 | M2 Competition              | 15      | 1         | 3              | 1               | 7       | 270    | 3e         |
| 2019   | Super Formula                        | B-MAX with Motopark         | 7       | 0         | 0              | 1               | 1       | 14     | 9e         |

### Résultats en Deutsche Tourenwagen Masters (DTM)
| Saison | Écurie                                     | Châssis  | Moteur      | Pneus   | Courses disputées | Victoires | Podiums | Pole positions | Meilleurs tours | Dans les points | Abandons | Points inscrits | Classement |
| ------ | ------------------------------------------ | -------- | ----------- | ------- | ----------------- | --------- | ------- | -------------- | --------------- | --------------- | -------- | --------------- | ---------- |
| 2015   | ART Grand Prix                             | Mercedes | Mercedes V8 | Hankook | 18                | 0         | 0       | 1              | 0               | 3               | 2        | 18              | 23e        |
| 2016   | Mercedes-Benz DTM Team Mücke               | Mercedes | Mercedes V8 | Hankook | 18                | 1         | 1       | 2              | 0               | 7               | 2        | 68              | 12e        |
| 2017   | Mercedes-AMG Motorsport BWT                | Mercedes | Mercedes V8 | Hankook | 18                | 3         | 4       | 3              | 1               | 11              | 3        | 136             | 6e         |
| 2018   | SILBERPFEIL Energy Mercedes-AMG Motorsport | Mercedes | Mercedes V8 | Hankook | 20                | 0         | 4       | 2              | 2               | 10              | 5        | 121             | 7e         |